# NHL Awards 2013
Die NHL Awards 2013 sind Eishockey-Ehrungen für die NHL-Saison 2012/13 und wurden am 14. und 15. Juni in Chicago vergeben.
Aufgrund des Lockouts, durch den sich der Start der Saison bis Januar 2013 verzögerte, wurden die Awards-Show in Las Vegas abgesagt und die Auszeichnungen stattdessen vor dem zweiten Spiel der Finalserie um den Stanley Cup vor dem United Center in Chicago vergeben. Die ausgezeichneten Spieler wurden meist nur per Telefon zugeschaltet. Die Nominierungen für die einzelnen Awards wurden zwischen 6. und 20. Mai veröffentlicht.

## Preisträger
Hart Memorial Trophy
Wird verliehen an den wertvollsten Spieler (MVP) der Saison durch die Professional Hockey Writers' Association
- Alexander Owetschkin (LW) – Washington Capitals (1.090 Punkte)

Außerdem nominiert:
- Sidney Crosby (C) – Pittsburgh Penguins (1.058 Punkte)
- John Tavares (C) – New York Islanders (919 Punkte)

Ted Lindsay Award
Wird verliehen an den herausragenden Spieler der Saison durch die Spielergewerkschaft NHLPA
- Sidney Crosby (C) – Pittsburgh Penguins

Außerdem nominiert:
- Alexander Owetschkin (LW) – Washington Capitals
- Martin St. Louis (RW) – Tampa Bay Lightning

Vezina Trophy
Wird an den herausragenden Torhüter der Saison durch die Generalmanager der Teams verliehen
- Sergei Bobrowski – Columbus Blue Jackets (110 Punkte)

Außerdem nominiert:
- Henrik Lundqvist – New York Rangers (55 Punkte)
- Antti Niemi – San Jose Sharks (46 Punkte)

James Norris Memorial Trophy
Wird durch die Professional Hockey Writers' Association an den Verteidiger verliehen, der in der Saison auf dieser Position die größten Allround-Fähigkeiten zeigte
- P. K. Subban – Montréal Canadiens (1.266 Punkte)

Außerdem nominiert:
- Ryan Suter – Minnesota Wild (1.230 Punkte)
- Kris Letang – Pittsburgh Penguins (914 Punkte)

Frank J. Selke Trophy
Wird an den Angreifer mit den besten Defensivqualitäten durch die Professional Hockey Writers' Association verliehen
- Jonathan Toews – Chicago Blackhawks (1.260 Punkte)

Außerdem nominiert:
- Patrice Bergeron – Boston Bruins (1.250 Punkte)
- Pawel Dazjuk – Detroit Red Wings (737 Punkte)

Calder Memorial Trophy
Wird durch die Professional Hockey Writers' Association an den Spieler verliehen, der in seinem ersten Jahr als der Fähigste gilt
- Jonathan Huberdeau (C) – Florida Panthers (1.141 Punkte)

Außerdem nominiert:
- Brendan Gallagher (RW) – Montréal Canadiens (1.048 Punkte)
- Brandon Saad (LW) – Chicago Blackhawks (730 Punkte)

Lady Byng Memorial Trophy
Wird durch die Professional Hockey Writers' Association an den Spieler verliehen, der durch einen hohen sportlichen Standard und faires Verhalten herausragte
- Martin St. Louis (RW) – Tampa Bay Lightning (824 Punkte)

Außerdem nominiert:
- Patrick Kane (RW) – Chicago Blackhawks (785 Punkte)
- Matt Moulson (LW) – New York Islanders (750 Punkte)

Jack Adams Award
Wird durch die NHL Broadcasters' Association an den Trainer verliehen, der am meisten zum Erfolg seines Teams beitrug
- Paul MacLean – Ottawa Senators (206 Punkte)

Außerdem nominiert:
- Joel Quenneville – Chicago Blackhawks (160 Punkte)
- Bruce Boudreau – Anaheim Ducks (88 Punkte)

Bill Masterton Memorial Trophy
Wird durch die Professional Hockey Writers' Association an den Spieler verliehen, der Ausdauer, Hingabe und Fairness in und um das Eishockey zeigte
- Josh Harding – Minnesota Wild

Außerdem nominiert:
- Sidney Crosby – Pittsburgh Penguins
- Adam McQuaid – Boston Bruins

NHL General Manager of the Year Award
Wird an den General Manager eines Franchise vergeben, der sich im Verlauf der Saison als der Fähigste erwiesen hat
- Ray Shero – Pittsburgh Penguins (94 Punkte)

Außerdem nominiert:
- Bob Murray – Anaheim Ducks (88 Punkte)
- Marc Bergevin – Montréal Canadiens (75 Punkte)

### Weitere Ehrungen
Art Ross Trophy
Wird an den besten Scorer der Saison verliehen
- Martin St. Louis (RW) – Tampa Bay Lightning 60 Punkte (17 Tore, 43 Vorlagen)

Maurice 'Rocket' Richard Trophy
Wird an den besten Torschützen der Liga vergeben
- Alexander Owetschkin (LW) – Washington Capitals 32 Tore

William M. Jennings Trophy
Wird an den/die Torhüter mit mindestens 25 Einsätzen verliehen, dessen/deren Team die wenigsten Gegentore in der Saison kassiert hat
- Corey Crawford – Chicago Blackhawks 57 Gegentore in 30 Spielen (Gegentorschnitt: 1,94)
- Ray Emery – Chicago Blackhawks 36 Gegentore in 21 Spielen (Gegentorschnitt: 1,94)

NHL Plus/Minus Award
Wird an den Spieler verliehen, der während der Saison die beste Plus/Minus-Statistik hat
- Pascal Dupuis – Pittsburgh Penguins +31

Mark Messier Leadership Award
Wird an den Spieler verliehen, der sich während der Saison durch besondere Führungsqualitäten ausgezeichnet hat
- Daniel Alfredsson (RW) – Ottawa Senators

Außerdem nominiert:
- Jonathan Toews (C) – Chicago Blackhawks
- Dustin Brown (RW) – Los Angeles Kings

King Clancy Memorial Trophy
Wird an den Spieler vergeben, der durch Führungsqualitäten, sowohl auf als auch abseits des Eises und durch soziales Engagement herausragte
- Patrice Bergeron (C) – Boston Bruins

NHL Foundation Player Award
Wird an den Spieler verliehen, der sich besonders für wohltätige Zwecke in der Gesellschaft engagiert hat
- Henrik Zetterberg (C) – Detroit Red Wings

## Trophäen

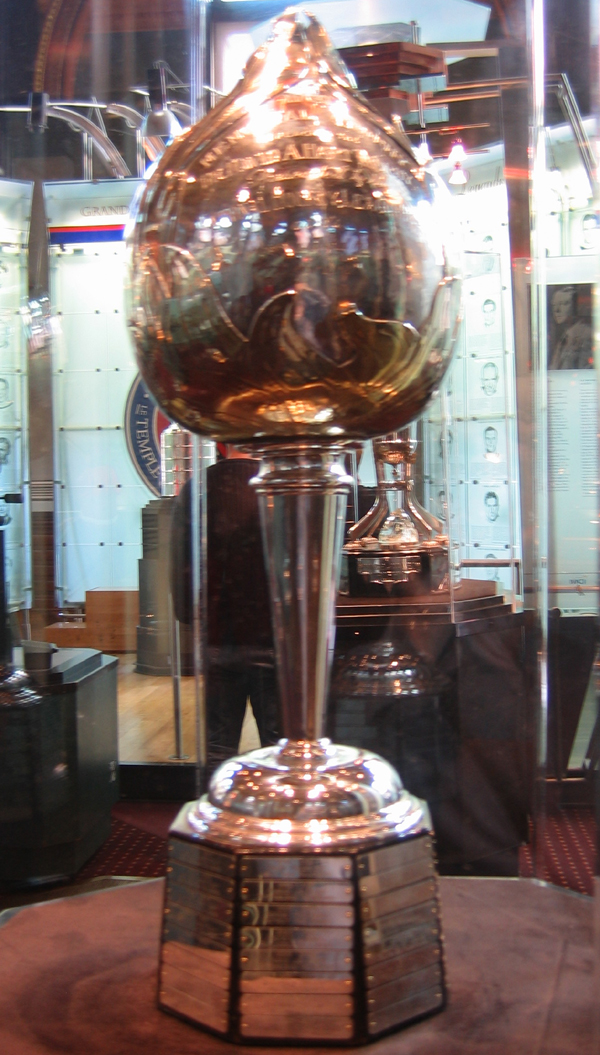
Hart Memorial Trophy
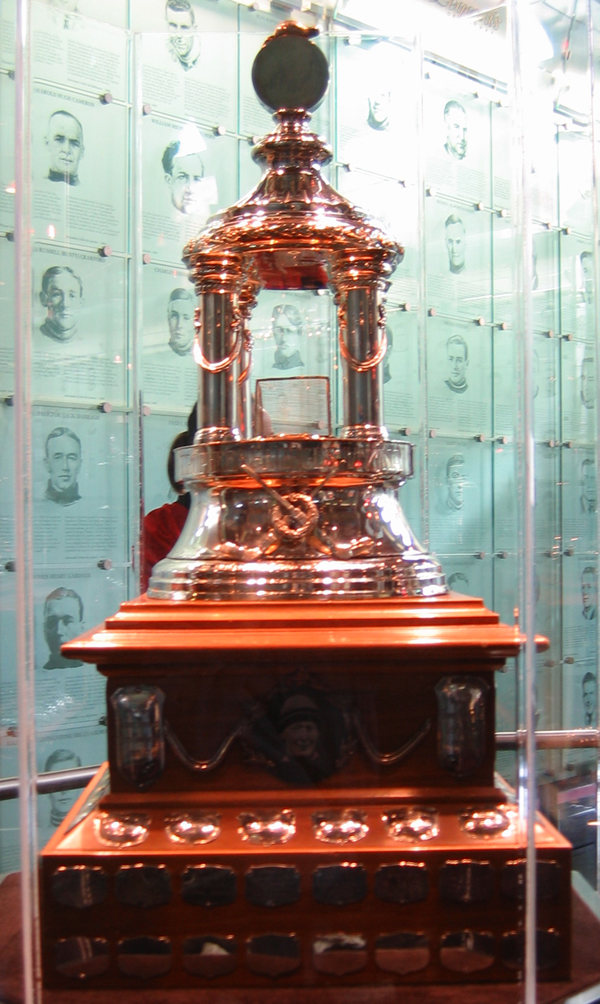
Vezina Trophy
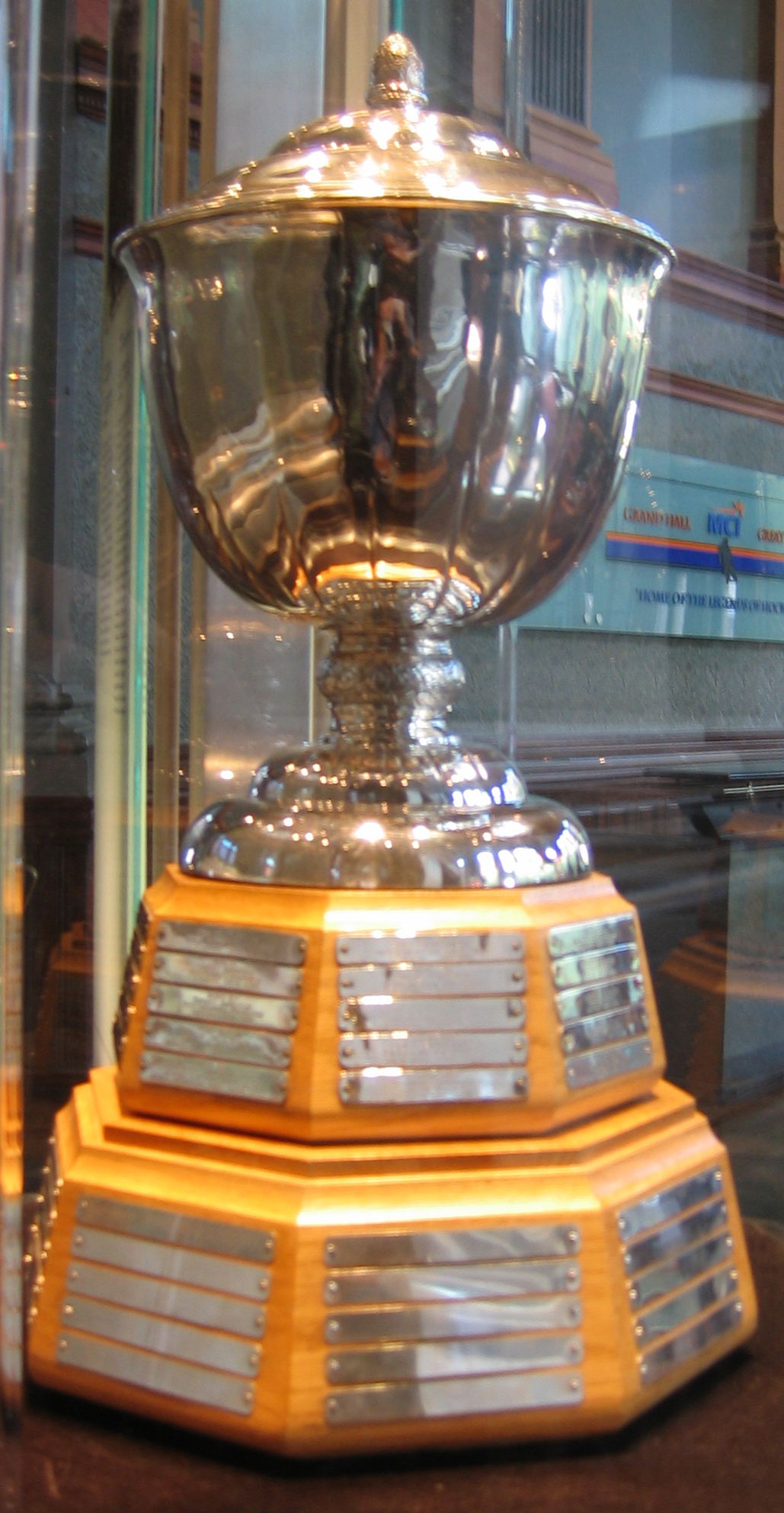
James Norris Memorial Trophy
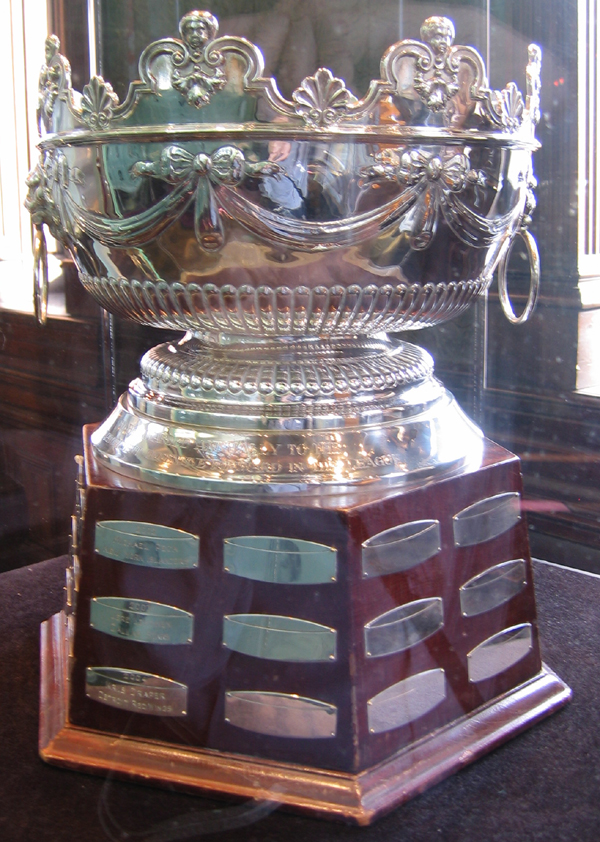
Frank J. Selke Trophy
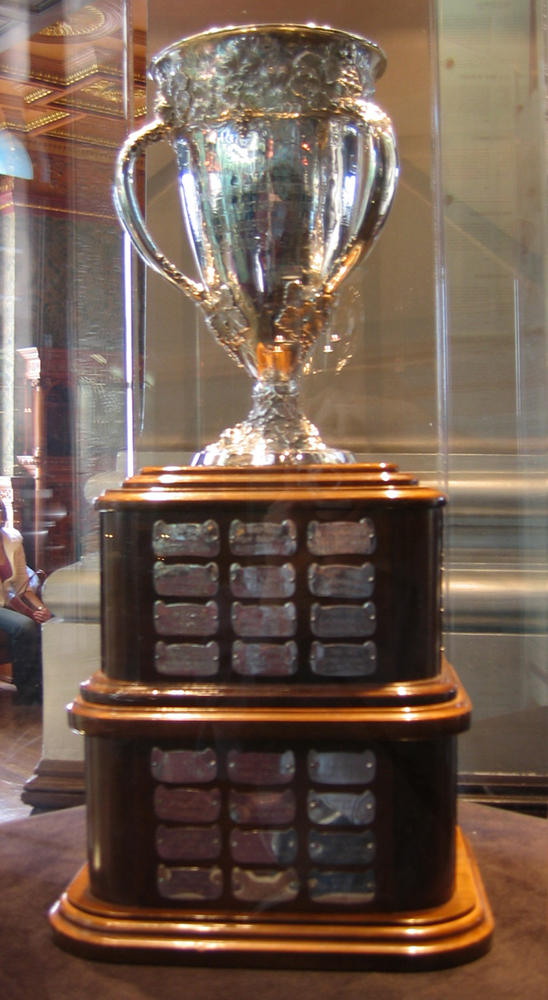
Calder Memorial Trophy
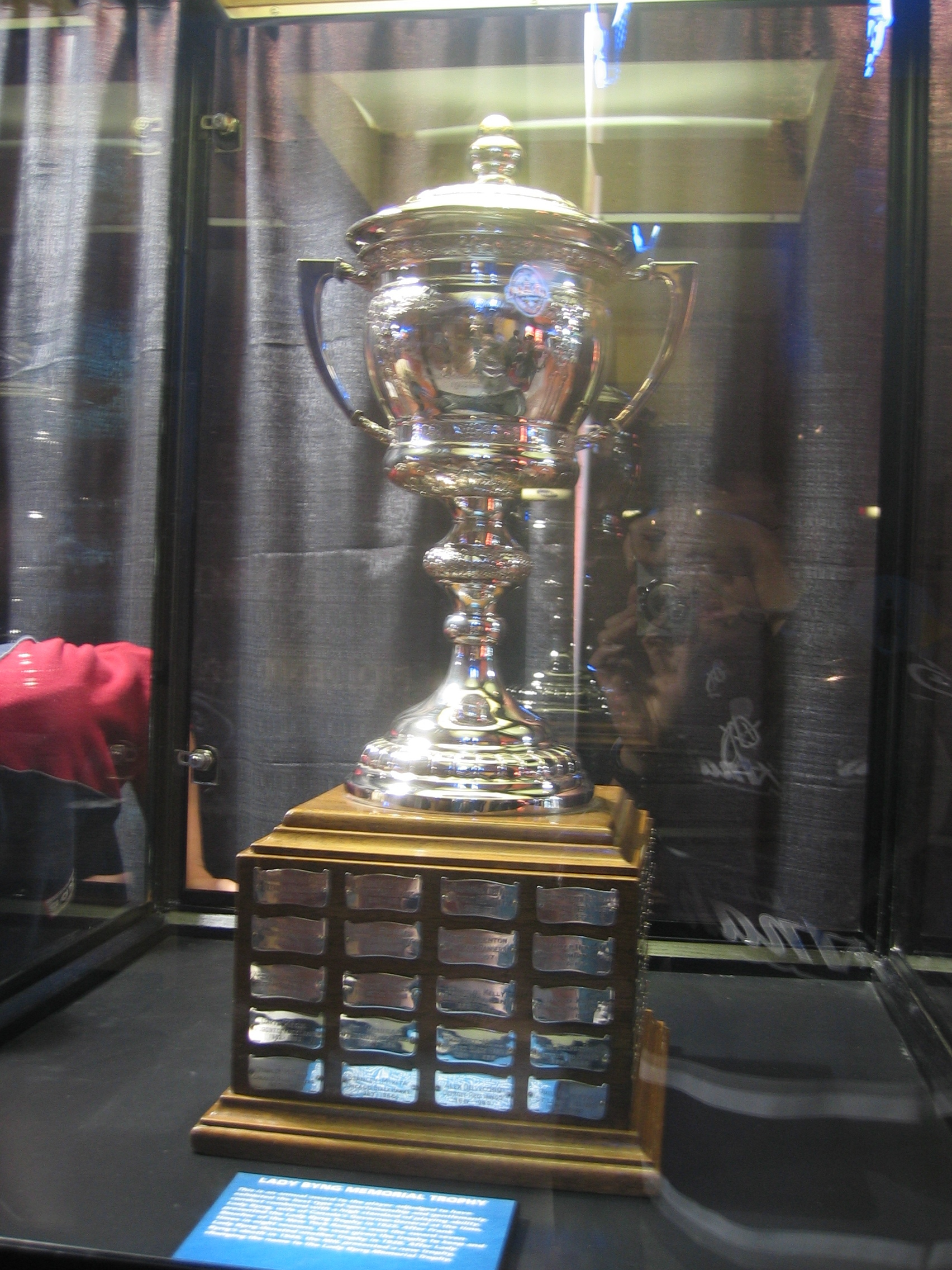
Lady Byng Memorial Trophy
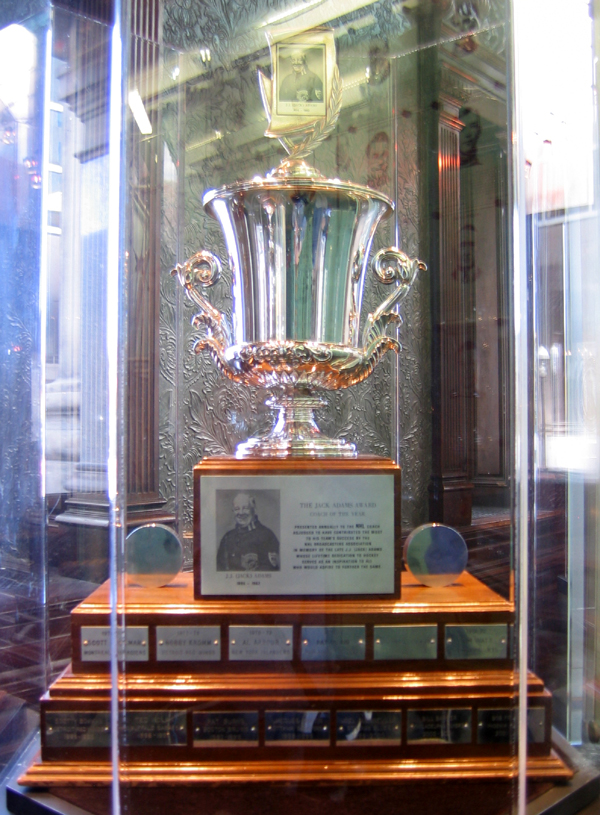
Jack Adams Award
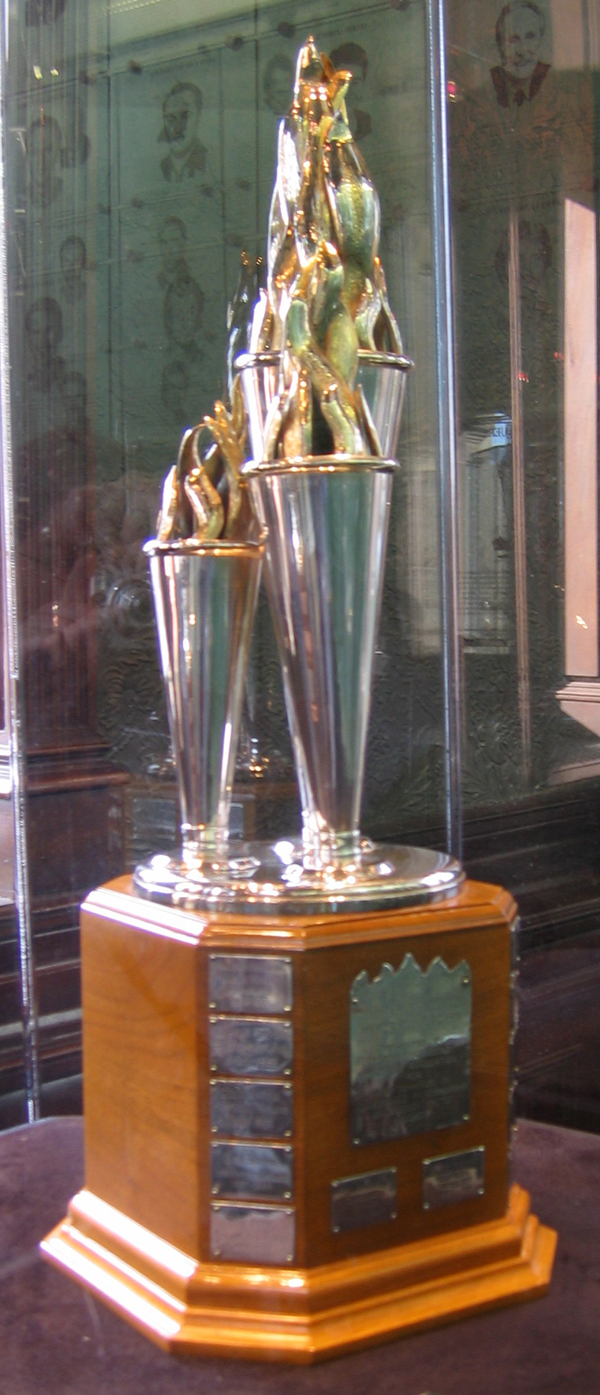
Bill Masterton Memorial Trophy
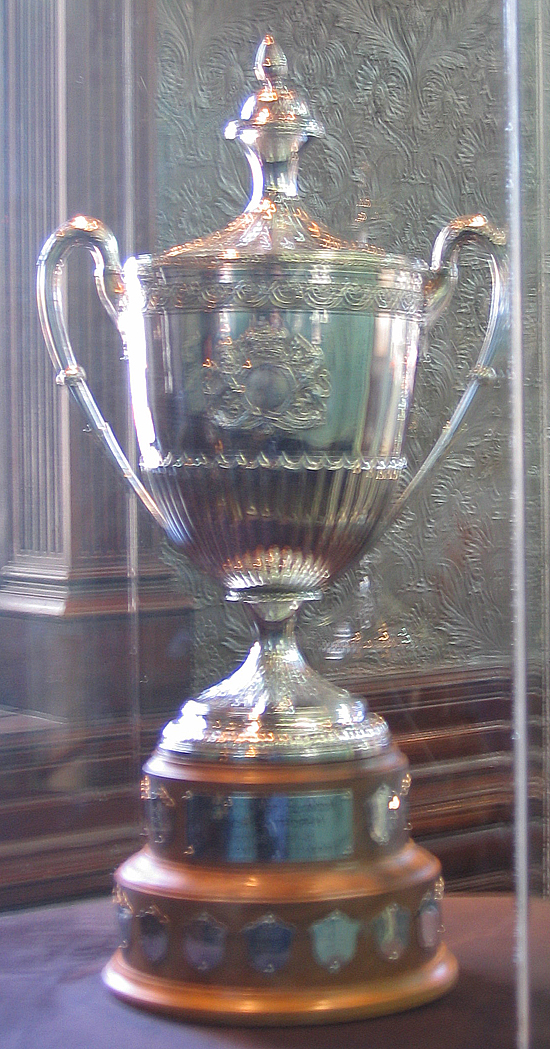
King Clancy Memorial Trophy
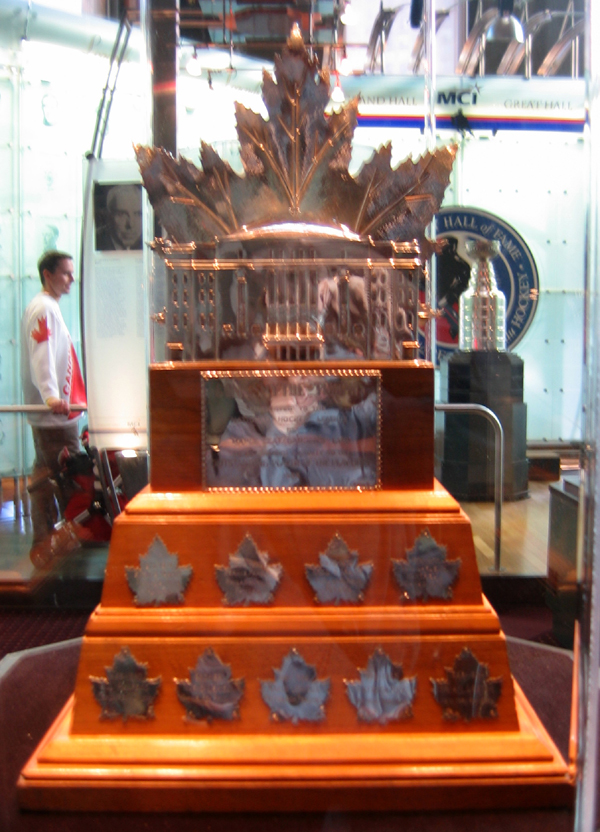
Conn Smythe Trophy
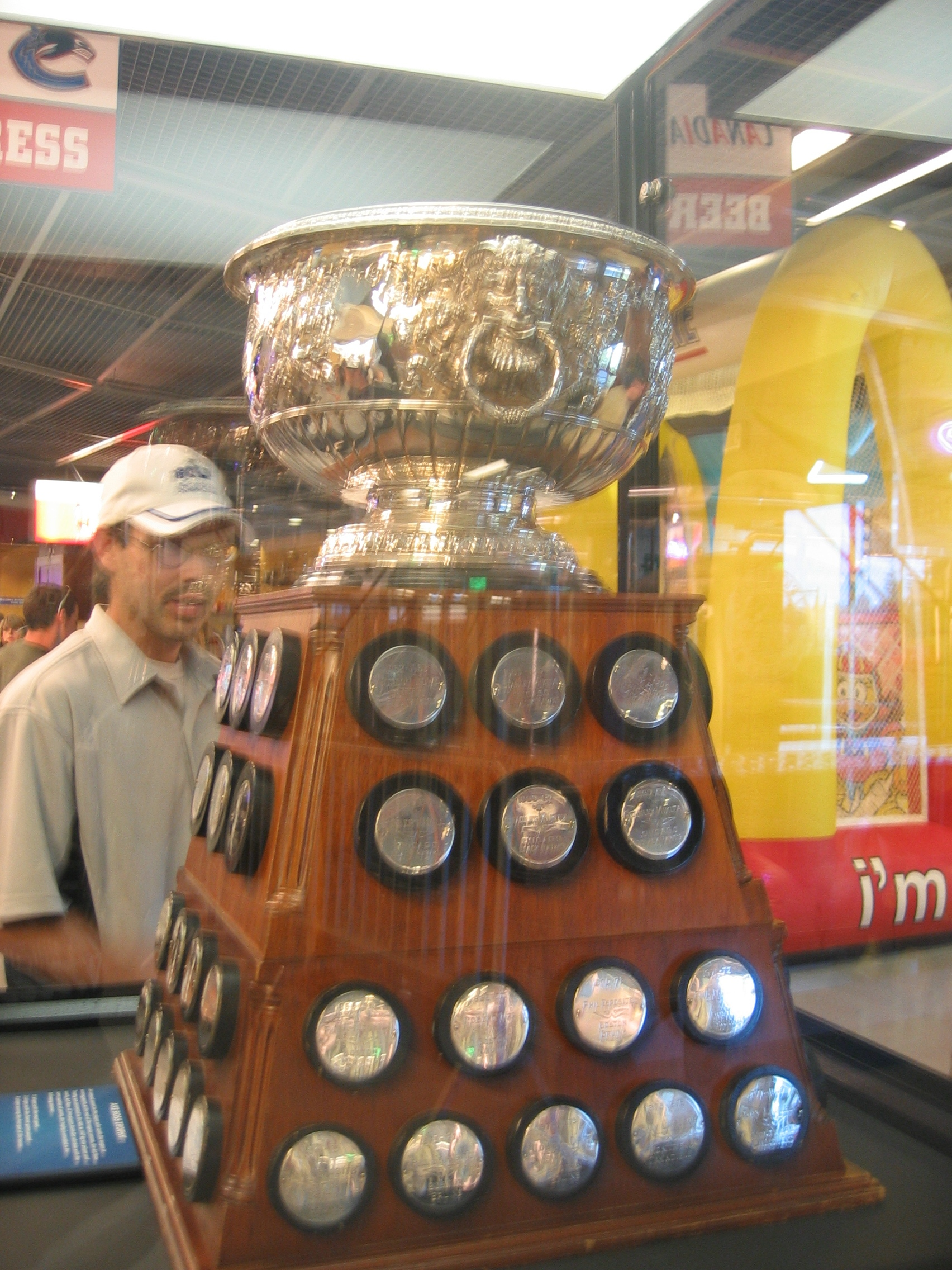
Art Ross Trophy
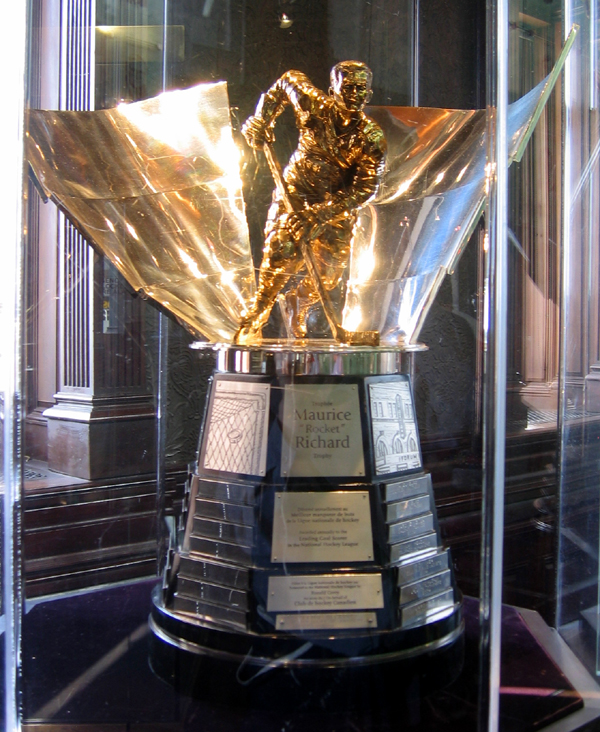
Maurice 'Rocket' Richard Trophy
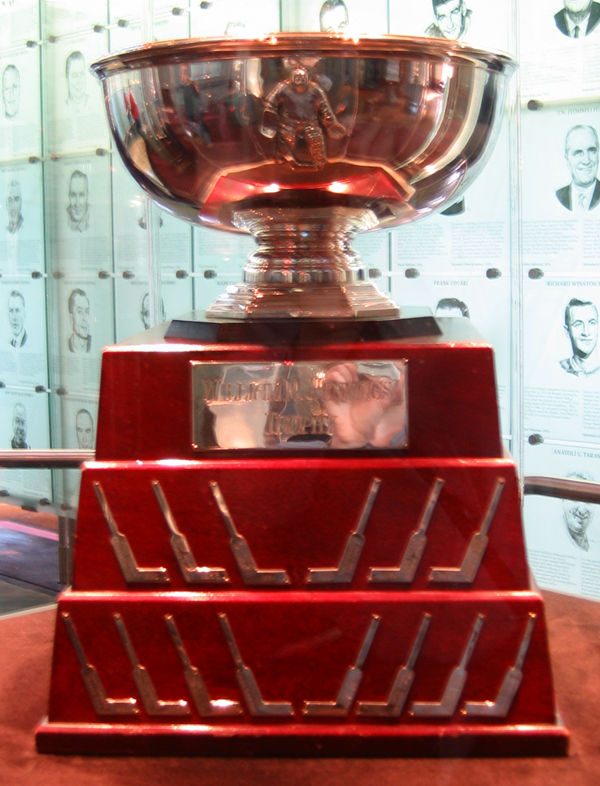
William M. Jennings Trophy